# Альбицци, Франческо
Франческо Альбицци (итал. Francesco Albizzi; 24 октября 1593, Чезена, Папская область — 5 октября 1584, Рим, Папская область) — итальянский куриальный кардинал. Асессор Священной Конгрегации Римской и Вселенской Инквизиции с 18 июля 1635 по 2 марта 1654. Камерленго Священной Коллегии кардиналов c 1 января 1667 по 14 января 1669. Кардинал-священник со 2 марта 1654, с титулом церкви Санта-Мария-ин-Виа с 23 марта 1654 по 24 августа 1671. Кардинал-священник с титулом церкви Санти-Куаттро-Коронати с 24 августа 1671 по 8 января 1680. Кардинал-священник с титулом церкви Санта-Мария-ин-Трастевере с 8 января 1680 по 1 декабря 1681. Кардинал-священник с титулом церкви Санта-Прасседе с 1 декабря 1681 по 5 октября 1684.